# علم الأنساب الجيني
علم الأنساب الجيني (بالإنجليزية: Genetic genealogy)‏ هو استخدام فحص فحص الدنا النَسَبي مثل برفلة الدنا والفحص الجيني مع طرق علم الأنساب التقليدي لاستنتاج العلاقات بين الأفراد وإيجاد السلف. يتم في علم الانساب الجيني استخدام تحليل الجينات لمعرفة مستوى ونوع العلاقة الجينية بين الأفراد. أصبح علم الأنساب الجيني مشهورا بين بين عائلات المؤرخين في القرن الـ21 حين أصبحت اللفحوصات في المتناول، وقامت مجموعات من الهواة بدعم ونشر الفحوصات كمجموعات مشروع دنا لقب العائلة وكذلك مجموعات محلية مهتمة بالأنساب وكذلك مشاريع بحث مثل مشروع الجينوغرافي. بحلول 2018 تم فحص 12 مليون شخص، ومع تطور هذا المجال توسعت أهداف العاملين في المجال نحو معرفة أصولهم إلى أبعد من القرون الحديثة وهو ما يسمح بتشكيل أشجار النسب.

## تاريخ

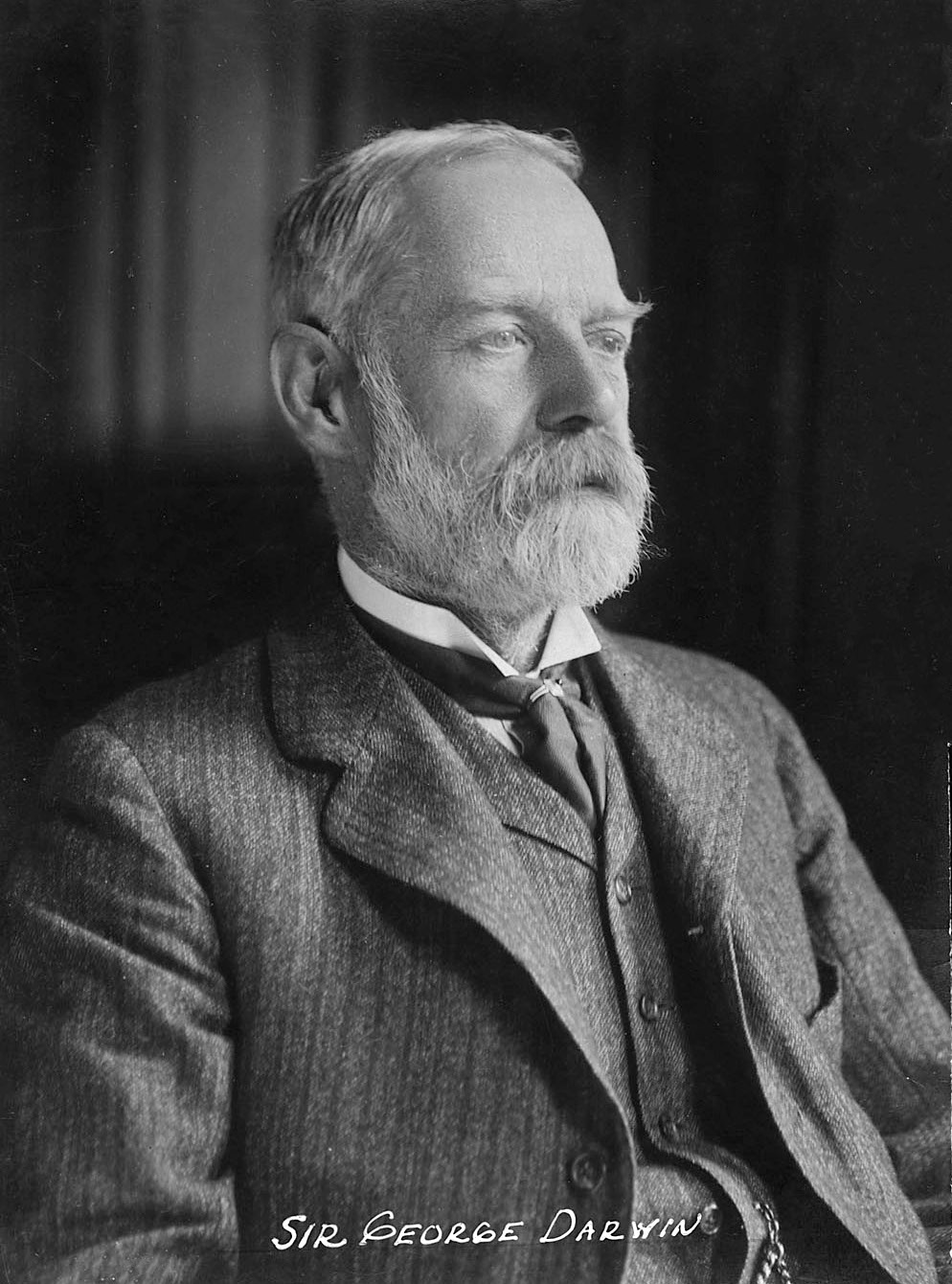
جورج داروين أول من قدر معدل الزواج بين أبناء العم والخال

يمكن أن يعود البحث في أسماء العائلة إلى جورج داروين ابن تشارلز داروين. في سنة 1875 استخدم داروين أسماء العائلة لتقدير معدل الزواج بين أبناء العم والخال وقام بحساب المدى المتوقع لحدوث الزواج بين أفراد لهم نفس الاسم العائلي. ووصل إلى رقم بين 2.25% و4.5% في زواج أبناء العم والخال بين سكان بريطانيا العظمى، حيث يكون أعلى بين الطبقات العليا وأقل بين عامة الناس.

### دراسات على اسم العائلة
أحد الدراسات المشهورة على اسم العائلة اختبرت نسب أحفاد توماس جفرسون ونسب أحفاد عبدته المحررة سالي همينجز. وقام براين سايكس وهو عالم بيولوجيا جزيئية في جامعة أوكسفورد باختبار طريقة جديدة في بحث اسم العائلة العام، وجلبت دراسته حول اسم سايكس نتائج عبر النظر إلى أربع واصمات دنا الساتل الميكروي في الكروموسوم الذكري، وهو ما مهد الطريق لعلم الوراثة كي يصبح عاملا مساعدا قيما في خدمة علم الأنساب والتاريخ.